# Марк Хораций Пулвил (консул)
Вижте пояснителната страница за други личности с името Марк Хораций Пулвил.
Марк Хораций Пулвил (на латински: Marcus Horatius Pulvillus) e римски политик от началото на Римската република. Той произлиза от патрицииската фамилия Хорации.
Марк Хораций става консул през 509 пр.н.е., след като Луций Юний Брут е убит в битка, Спурий Лукреций Триципитин умира след няколко дена и Луций Тарквиний Колацин е изгонен. Неговия колега е Публий Валерий Попликола. С него той е и за втори път консул през 507 пр.н.е.
Марк Хораций освещава построения от последния римски цар храм на Юпитер на Капитолий.